# V1飛行爆弾

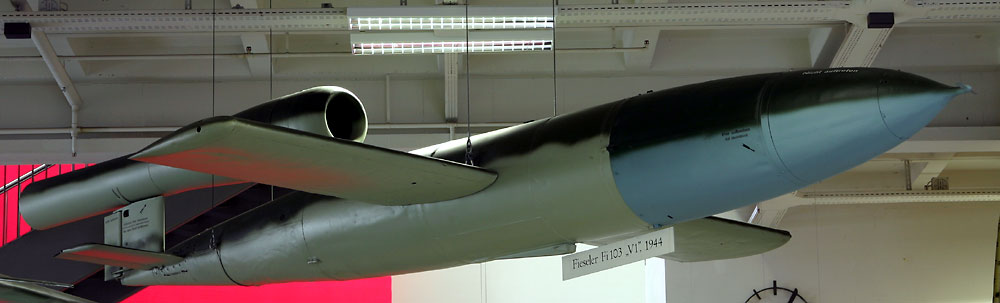
V-1

V-1（）は、第二次世界大戦時にドイツ空軍が開発したミサイル兵器である。パルスジェットエンジンを搭載した、現在の巡航ミサイルの始祖とも言える兵器である。宣伝相ヨーゼフ・ゲッベルスは、これを「報復兵器第1号（Vergeltungswaffe 1）」と命名し、対英報復を煽った。V-1は上記の略号で、正式名称はフィーゼラー社が生産したことからFi 103である。

## V-1の実用化

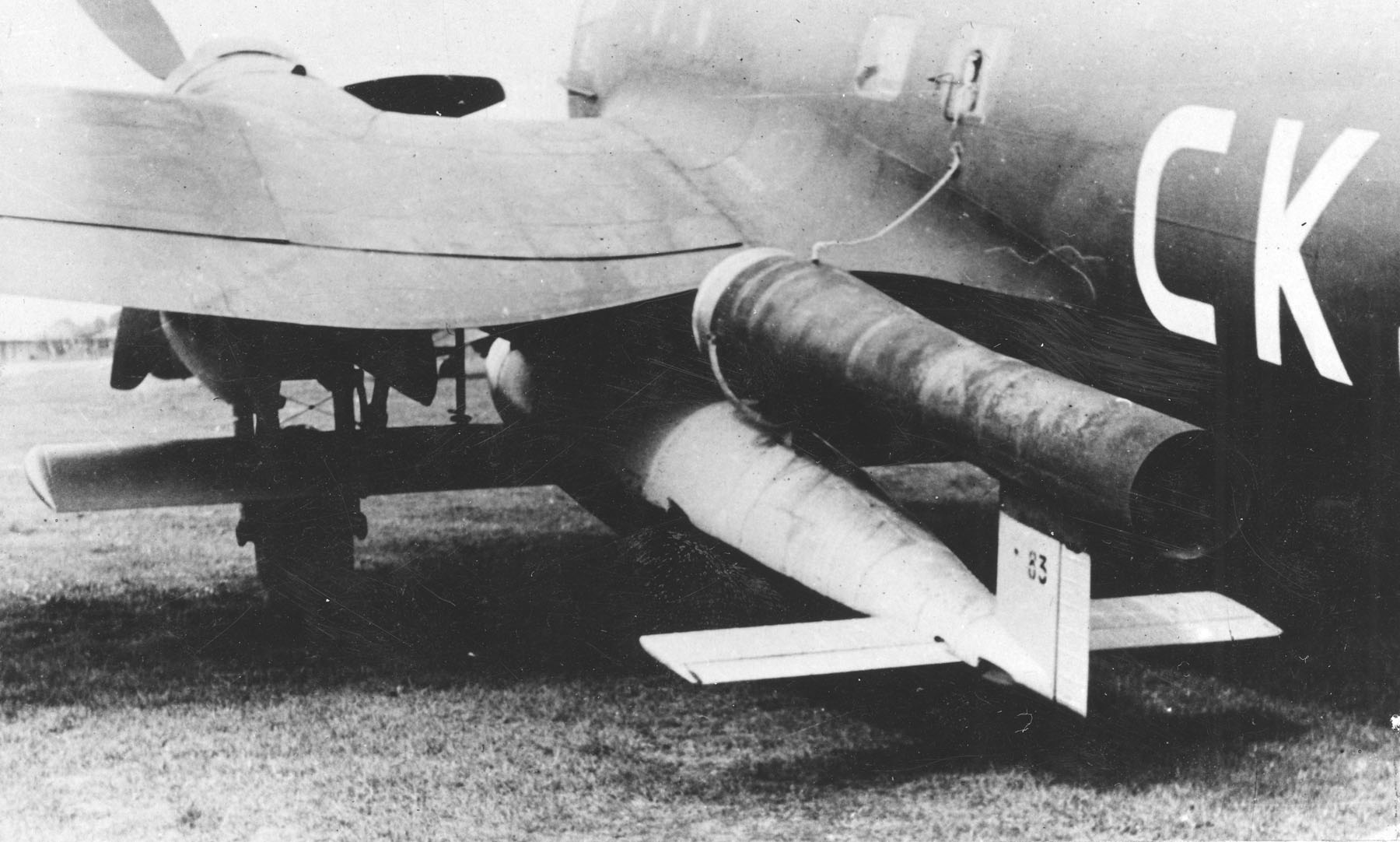
ハインケル He 111に吊り下げられたV-1

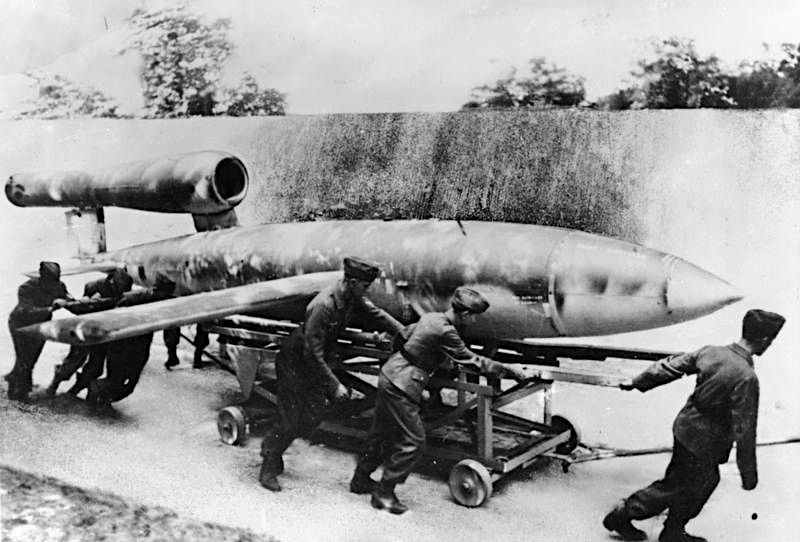
V-1を輸送する兵士

1933年頃、フィーゼラー社が空軍に対してこの種の兵器の開発を提案していたと言われるが、空軍は関心を示さなかった。しかし、1942年6月、ドイツ空軍はフィーゼラー社に対してパルスジェットを動力とする飛行爆弾の開発を命じた。開発の理由は、この時期にはもはやイギリス本土に対する有人の双発爆撃機による戦果は期待出来ず、また陸軍が開発中の V-2 への対抗意識もあったと言われている。この飛行爆弾には有人飛行機同様フィーゼラーFi 103 の呼称が与えられたが、兵器の特性上、機密保持の観点から「Kirschkern（サクランボの種）」及び「Flakzielgerät（高射砲標的装置）」と呼ばれ、秘匿される。
なお、パルスジェットエンジン本体はアルグス社、誘導装置をジーメンス社、発射台をヘルムート・ヴァルターの会社が担当したので、フィーゼラー社が携わったのは機体本体のみである。
誘導装置はジャイロスコープによって方向を、アネロイド気圧高度計によって飛行高度を設定し、機首先端にある小さなプロペラの回転数によって飛翔距離を割り出した上で、一定回転数でエンジン停止させることにより、制御装置が機体を急降下させ目標に突入する。
パルスジェットエンジンは、この時代に研究されていた他のジェットエンジンに比べると格段に構造が簡単なうえに、大戦当時において他の燃料より調達しやすかった自動車用の低オクタンガソリンで作動できる長所を備えていた。
1942年12月、Fw 200コンドルから投下実験、同12月には V-2 の実験を行っていたペーネミュンデ陸軍兵器実験場 (HVP) の西隣にある空軍兵器実験場カールスハーゲンから、バルト海に向けて試射に成功した。開発を命じてからわずか6ヶ月というスピードであるが、これは V-2 が新技術を大量に導入したのと比して、極めて単純な構造であったためである。
こうして、この新兵器は、長距離ロケット V-2 のライバルとなった。イギリスに対する長距離攻撃兵器として V-2 とどちらを採用するかは、新たに発足された長距離攻撃委員会に委ねられた。
1942年5月26日、長距離攻撃委員会の委員はペーネミュンデで討議を行い、結局はどちらも生産するという結論に達した。
委員は発射見学をするが、このとき V-2 は50%の成功確率であったにもかかわらず2回中2回成功、かたやV-1は2回中ともに墜落という不運に見舞われる。当然、軍は V-2 に注目、割りを食ったV-1は1944年6月にようやく実戦配備となる。
実にノルマンディー上陸作戦の1週間後である。

## V-1の成果

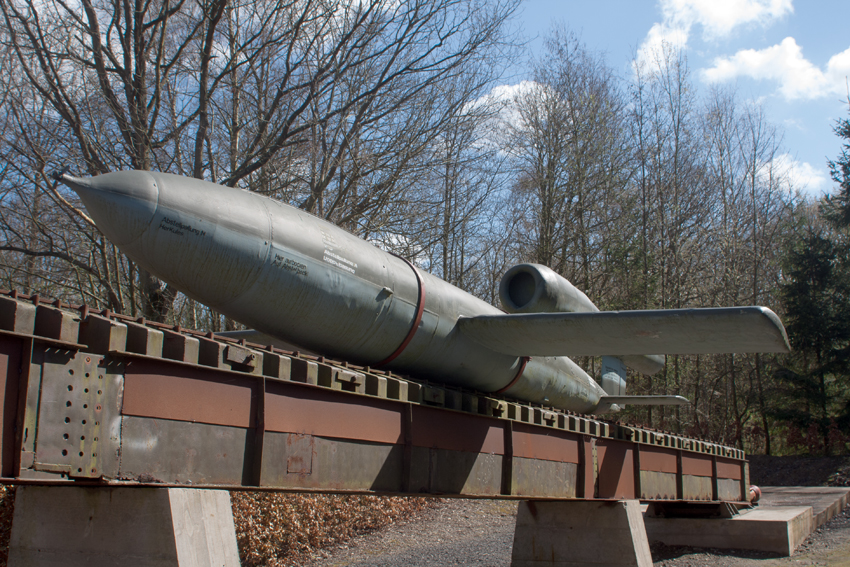
再現された発射台に設置されたV-1。フランス北部パ＝ド＝カレー県エペルレックの組立用ブンカーおよび発射基地の跡地に設けられた博物館 Blockhaus d'Éperlecques に設置されている）

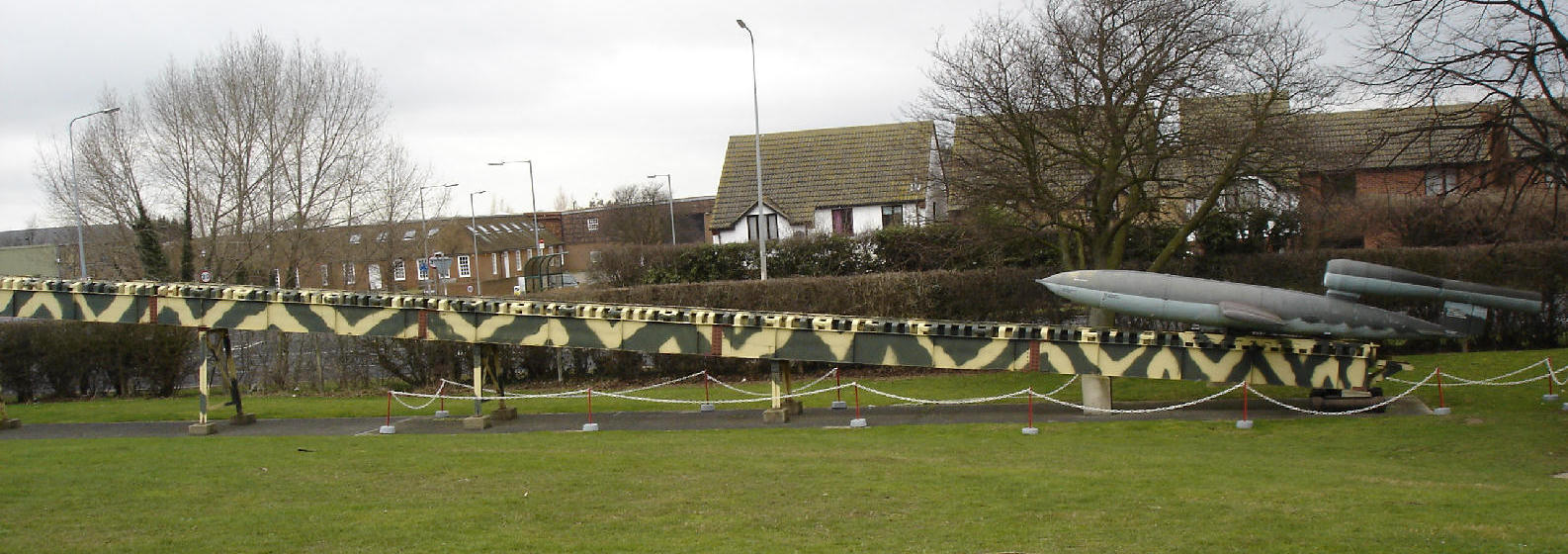
復元されたV-1の発射台

V-1は、空軍第155対空連隊に配備された。同連隊は大規模な発射設備の他に移動可能なカタパルト式発射機を装備していたと言われている。大規模発射施設は V-1 の存在を事前に察知していた連合軍の爆撃によって破壊されたものもあったが、約半数が生き残り北フランスのカレー地方から19発が発射された。しかしイギリス、ロンドンに到達したのはわずかに1発で、ほかは進路をはずす、途中で墜落するという到達率の低さであった。6月末までに2,000発を発射したものの依然として到達率は低かった。その後1日平均102発を発射、9月はじめまでに計8,564発（諸説あり）が発射されたものの、ロンドンに到達したのは2,340発だった。
最終的には72%が撃墜、または墜落だった。なお、全8,564発中1,912発（22%）はイギリス戦闘機により撃墜、1578発（18%）が対空兵器によって撃墜、278発（3%）は阻塞気球に衝突している。
9月以降は連合国軍がカレー地方に進攻したため、陸上発射を断念、空中発射という方式をとることになる。オランダやベルギーから発進したハインケルHe111に搭載されたV-1はロンドンを目指して飛んだものの、その到達率は陸上発射よりもさらに低く、6.5%となっていた。
10月に連合軍がベルギーのアントウェルペンを奪取すると、今度はこれに矛先を向けることになる。そして年末までに8,698発を発射している。他にベルギーのリエージュに3,141発、ブリュッセルにも151発が発射された。
1945年3月3日からは、オランダから改良され飛行距離の伸びたV-1が再びイギリスにむけて発射される。全275発を発射し、イギリスに到達したのは125発（45%）で、86発（31%）が対空火器で撃墜、4発は戦闘機で撃墜されている。同月28日、2発がロンドンに到達し、翌29日に最後の1発がハットフィールドに落下したのが、V-1の最後の実戦であった。
実際に発射されたV-1は21,770発にのぼり、さらに発射失敗とされているものが2,448発ある。なお、イギリスの被害は死者および重傷者24,165人であり、ヨーロッパ本土での被害は不明。
連合軍ではV-1はパルスジェットの耳障りなエンジン音から「ぶんぶん爆弾（buzz-bomb）」あるいは「ドゥードゥルバグ（doodlebug、ヨーロッパコフキコガネが原義）」、「飛行爆弾（flying bomb）」などと呼ばれていた。そのためV-1飛行爆弾は、ロンドン市民に心理的に大きな影響を及ぼしていたと言われている。当時、夫を戦場に送り、一人シティの弁護士事務所に勤務していたロンドン女性は次のような記録を残している。

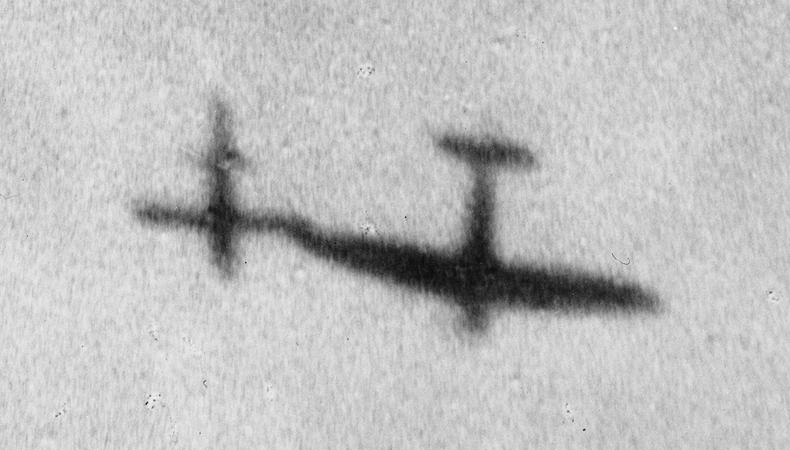
V-1に翼を当てるスピットファイア戦闘機（右）

また、戦闘機で撃墜可能といっても機銃しか持たない当時の戦闘機では、接近して射撃すると爆発に巻き込まれる危険性があった。この為、ある程度距離をとって射撃するか、右の写真にあるように主翼での接触などで機位を失わせて墜落させるかの方法が必要だった。後者の場合、当然どこかに墜落して爆発した。
戦後のイギリス空軍の評価では、「V-1号はランカスター爆撃機よりも炸薬量あたりの投射コストが安く、効率的な兵器」となっている。

## V-1の戦略的意義

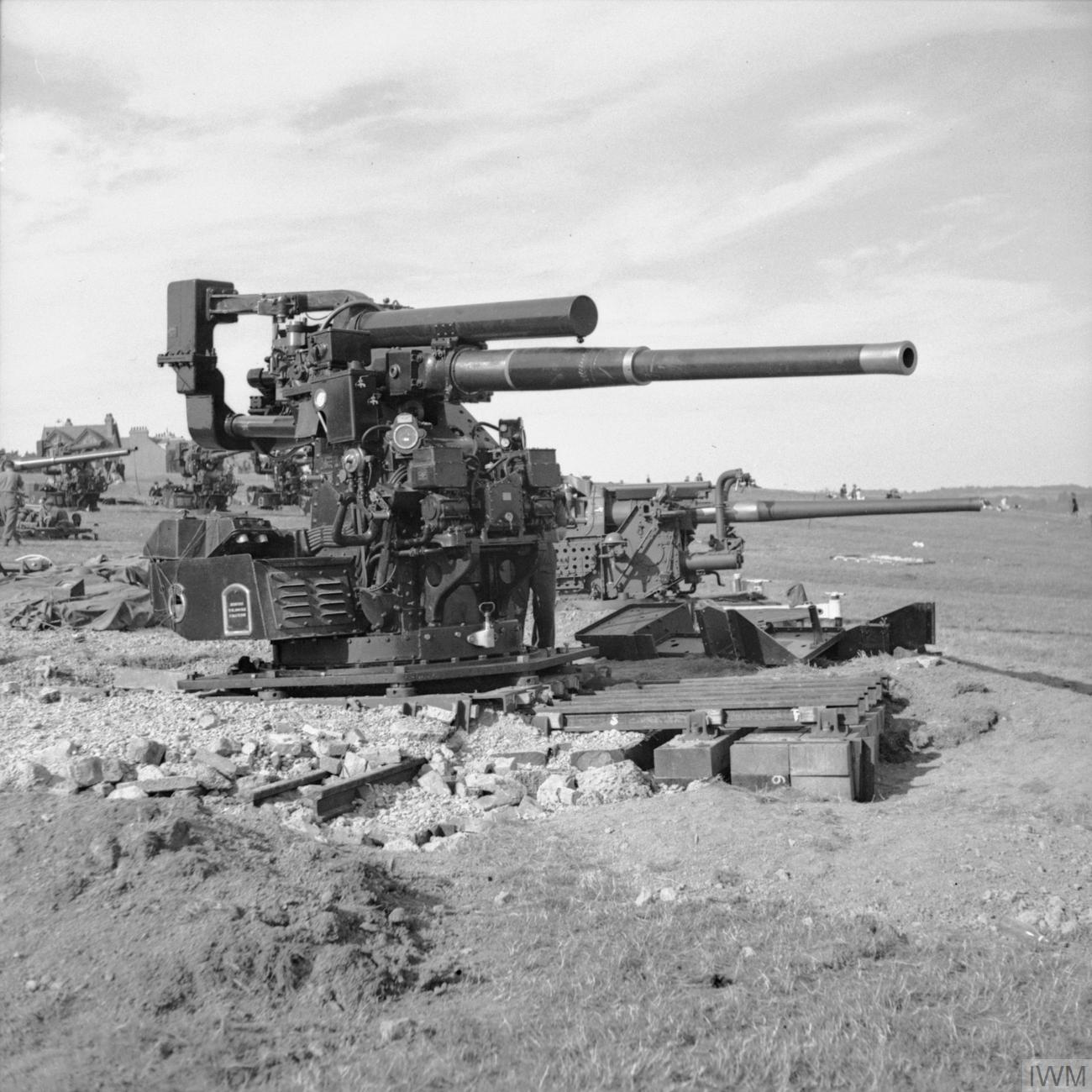
イギリス軍の高射砲台（QF 3.7インチ高射砲）

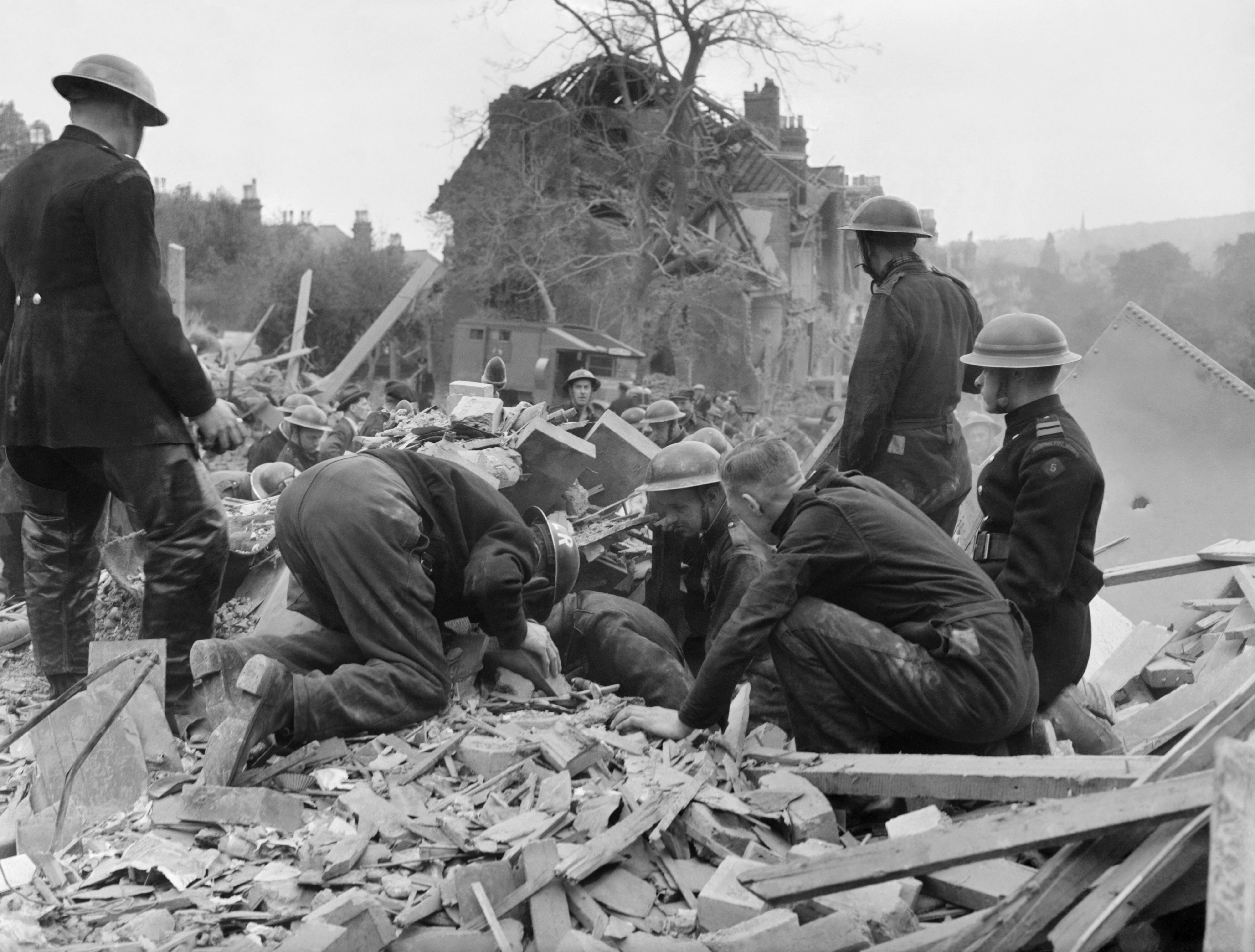
V1飛行爆弾の爆発場所で、がれきの下の生存者を探す民間防衛部隊や消防隊の隊員。1944年、ロンドン南部アッパー・ノーウッドにて

V-1は現在の巡航ミサイルの始祖ともいえるものである。しかしながら、当時の制御技術ではV-1での精密誘導は不可能であった。
よって、事後評価としては、ロンドンへの都市爆撃ではなく、戦略地域への攻撃に振り向けていれば、より大きな効果があっただろうから、ノルマンディー上陸作戦でも艦船が集中する港湾地区を攻撃目標に選んでいれば、上陸戦への脅威になり得たのではないか、との意見もある。
V-1は、プロペラ機で迎撃可能な高度を、追撃可能な600km/h程度で飛翔してくるため、イギリス軍による迎撃は可能だった。ロンドン市民は平穏な生活が妨げられ、市民生活には大きな脅威となったが、ヒトラーのもくろんだ戦意の喪失にまでは至らせなかった。
なお、ドイツの報復兵器のうち、V-2は陸軍が所管・推進したのに対して、V-1は空軍が所管した。これは、V-2 がロケットで「巨大で高性能な砲弾」とみなされたのに対して、V-1は飛行爆弾で「無人の飛行機」と考えられたからである。
構造が複雑なV-2ロケットと比較すると、爆弾搭載量の割に構造が簡素でコストも安く、簡単に製造できるので大量生産され、実戦に投入された。
V-1はV-2のおよそ1/10の費用で開発、生産され、V-2とは異なり入手の比較的容易な燃料のみが必要で、徐々に蒸発する極低温の液体酸素のような酸化剤は不要であった。それでいて弾頭の重量は850kgあり、V-2と比較して破壊力は遜色なかった。
終戦までに24200機のV-1が発射されたのに対し、発射されたV-2は3500機だった。これを平均すると、V-1は110機/日で、V-2は16機/日の発射であった。なお、実質的に与えた損害は、V-2よりもV-1の方が多かった事が戦後の調査で判明している。これは、V-1の弾頭はV-2の弾頭のように大気圏再突入に伴う加熱がないため飛行中に暴発しづらく、またV-2の弾頭は垂直に近い角度で高速で建物や地面に陥入してから爆発するので爆風が緩和されたが、V-1の弾頭は比較的浅い角度で低速で突入し建物の表面付近で爆発するので爆風の及ぼす範囲が広かった。さらにV-2は前触れなく突然落下するのに対し、V-1の発する特有の音は上述のとおり一般市民に恐怖をもたらす心理的な効果があった。このように、V-1はV-2よりも、様々な点で費用対効果に優れた兵器だった。

## エピソード
1944年6月17日、ヒトラーは連合軍のノルマンディー上陸後の戦況について協議するため北フランスのスワンソン近郊でロンメル元帥らと会談した。会談が終わり将軍達が帰った頃、イギリスに向けて発射されたV-1の1機がイギリス沿岸でUターンしてフランス上空に飛来し、ヒトラーのいた総統専用地下壕のすぐ近くに落下して爆発した。

## V1（Fi-103）の派生型

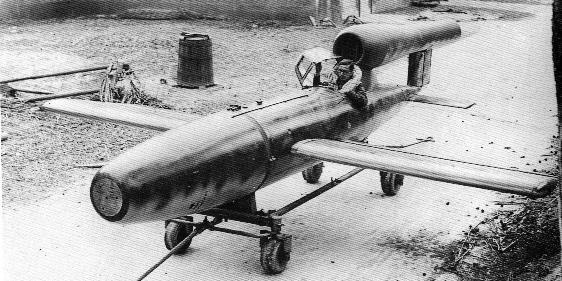
有人型Fi-103

- Fi-103R ライヒェンベルク（Reichenberg）

1944年3月から、連合国軍の大陸反攻上陸作戦に備え対抗するために開発された、対艦攻撃用の有人型Fi-103である。Fi-103RのRはReichenberg（ライヒェンベルク）の頭文字で、コードネーム。設計はDFS（ドイツ滑空機研究所）でわずか2週間で行われ、Fi-103に操縦席が付けられた。生産ラインはダンネンベルクに設けられた。テストパイロットにハンナ・ライチュが参加していたことは有名なエピソードである。
建前では、He111などの発射母機から空中発進した後、人間が誘導して着弾寸前に脱出することとしていた。しかし、操縦席後方にパルス・ジェット・エンジンがあることや、狭いコクピット等を勘案すると、実際には脱出は極めて困難であったと考えられている。
こうした点は、日本軍の桜花と非常に酷似しており、いわゆる特攻兵器の一つに挙げることができるだろう。
しかし、結果として実戦で使用されることはなかった。計画としては、第200爆撃航空団（KG 200）第5飛行中隊、通称レオニダス飛行中隊（1944年4月創設）によって運用される予定だったものの、これを人命と資源の浪費と考える第200爆撃航空団司令ヴェルナー・バウムバッハ大佐などのサボタージュにより実戦投入されずに終わった。
また、既に6月に連合軍がノルマンディーに上陸してしまったという戦況や、パイロットの養成・訓練にも大量のガソリンを消費するといったコスト面での懸念、さらにミステルが実用化されたことなどから、もはやライヒェンベルク計画を続行するメリットはなく、中止された。
Re（Reichenberg）-IからIVまでのバリエーションがある。1944年10月までに、約175機が完成。
Re-I： 単座訓練型。無動力。着陸スキッドを装備している。
Re-II： 機首に教官席を設けた複座訓練型。無動力。着陸スキッドを装備している。
Re-III： 単座訓練型。パルスジェットエンジン搭載。着陸スキッドを装備している。
Re-IV： 機首に炸薬を積んだ本命の実戦型。

## V-1とJB-2
連合軍は不発のV-1を入手、アメリカによって生産方式と制御システムを変更されてコピーされた。

このアメリカ版V-1はJB-2 ルーンと名付けられた。パルス・ジェット・エンジン（PJ31F1）をフォード・モータースで、機体はリパブリック社とウィリス・オーバーランド社、コントロール・システムはラジオ社、ジャック・アンド・ハインツ社で製作された。

1944年10月にフロリダ州エグリンで発射テストが成功、1945年1月には実戦配備が可能となった。

日本への攻撃用に1,000発が完成（PJ31F1エンジンは2,400基が完成）していたが、終戦により実戦で使われることはなかった。
現在アメリカの博物館に展示してあるV-1とされるものは、実は多くがJB-2である。

## 日本への影響
V-1の情報は、同盟国の日本にも伝えられた。作家である一色次郎の1944年（昭和19年）6月19日の日記には、職場が「ドイツの無人飛行機」の噂で活気づいているとある。
V-1のエンジンであるアルグス As 014の製造権は、日本にももたらされた。1945年7月には、Fi-103Rに似たパルスジェット推進の対艦用特殊攻撃機である梅花の開発が始められたが、終戦により実機の製造には至っていない。

## V-1（Fi 103）性能諸元
- 全長： 8.32 m
- 全幅： 5.37 m
- 全高： 1.42 m
- 胴体最大直径： 0.84 m
- 発射重量： 2,150 kg
- 弾頭重量： アマトール 850 kg

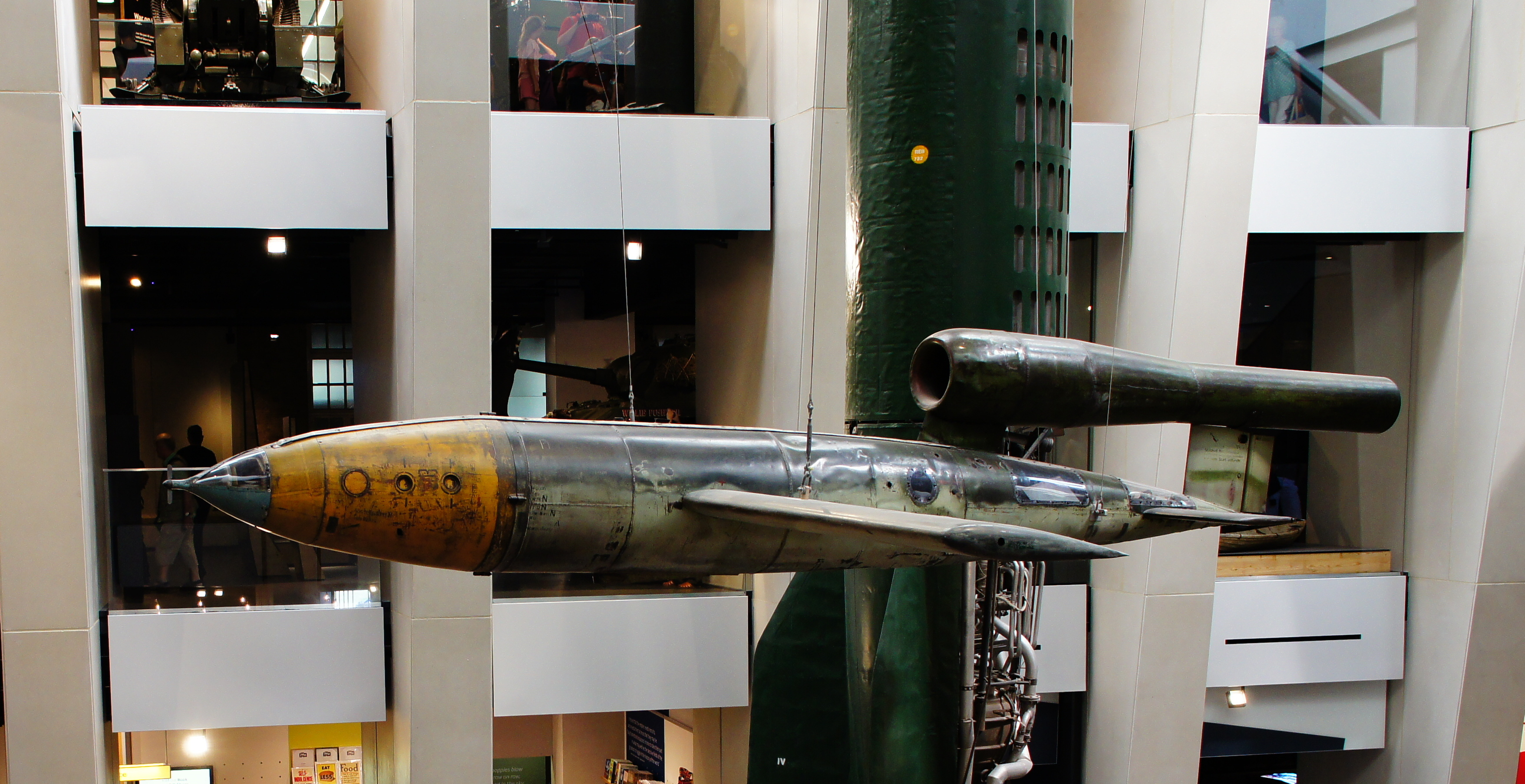
イギリス帝国戦争博物館に展示されたV-1の実物

- 動力： アルグス As 014 パルスジェットエンジン×1基 （推力300 kg）※750hpに相当
- 最大速度： 約600 km/h
- 最大上昇高度： 3,000 m
- 航続距離： 約250 km

## 登場作品
『逆撃シリーズ・ドイツ編』
大戦終盤、ドイツ本土に迫りくる連合軍前線部隊へ核弾頭装備のV1多数を発射する計画が発動するが、ハインリヒ・ヒムラーの妨害により頓挫している。
『BF5』
ドイツ軍の分隊長支援要請で発射可能。
『ブレイジングエンジェル2 シークレット・ミッション・オブ・WWII』
ミッション12「ポイント防御」にて、サンフランシスコ攻撃のためにUボートから多数発射される。